# Footloose (2011)
Footloose (bra: Footloose ou Footloose - Ritmo Contagiante; prt: Footloose - A Música Está do Teu Lado) é um filme norte-americano de 2011 escrito e dirigido por Craig Brewer. É um remake do filme homônimo de 1984. É estrelado por Kenny Wormald, Julianne Hough, Miles Teller, Andie MacDowell e Dennis Quaid. O filme segue um jovem que se muda de Boston para uma pequena cidade da região sul americana e protesta contra a proibição da cidade de dançar. As filmagens ocorreram de setembro a novembro de 2010 na Geórgia. Foi lançado na Austrália e Nova Zelândia em 6 de outubro de 2011 e na América do Norte em 14 de outubro de 2011. Ele arrecadou US$15,5 milhões em seu fim de semana de abertura e US$63 milhões em todo o mundo a partir de um orçamento de US$24 milhões. No Rotten Tomatoes, ele tem um índice de aprovação de 69%, e o site chama a história de "fresca para uma nova geração".
A lei contra música e dança mostrada tanto no filme original quanto neste remake aconteceu, de verdade, em algumas cidades e condados dos Estados Unidos. Durante a década de 80, ficou conhecida a história dos estudantes de Elmore City, em Oklahoma, que precisaram de uma permissão realizarem o seu baile de formatura, até então ilegal. Eles conseguiram, e o evento foi a primeira dança pública a acontecer no lugar, desde a sua fundação, em 1861.
A Paramount Home Entertainment lançou Footloose em DVD e Blu-ray em 6 de março de 2012.

## Sinopse
Ren McCormick (Kenny Wormald), após a morte de sua mãe, vai para uma pequena cidade viver com seus tios. Lá ele encontra oposição a dança e ao rock, por parte do Reverendo Moore (Dennis Quaid). A revolta de Ren contagia toda a juventude da cidade, inclusive a Ariel (Julianne Hough), filha do Reverendo e par romântico de Ren.

## Elenco principal
- Kenny Wormald - Ren McCormack
- Julianne Hough - Ariel Moore
- Miles Teller - Willard Hewitt
- Andie MacDowell - Vi Moore
- Dennis Quaid - Reverendo Shaw Moore
- Ser'Darius Blain - Woody
- Ziah Colon - Rusty Rodriguez
- Patrick John Flueger - Chuck Cranston
- Ray McKinnon - tio Wes Warnicker
- Kim Dickens - tia Lulu Warnicker
- Mary-Charles Jones - prima Sarah Warnicker
- Maggie Elizabeth Jones - prima Amy Warnicker

## Produção

### Desenvolvimento
Em outubro de 2008, Kenny Ortega foi anunciado como diretor, mas deixou o projeto um ano depois, após diferenças com a Paramount e o orçamento de produção. O diretor queria um orçamento maior de forma que pudesse fazer números musicais mais elaborados, mas os produtores queriam que o filme fosse mais voltado para o lado dramático. Peter Sollett também foi contratado para escrever o roteiro. Dylan Sellers, Neil Meron e Craig Zadan atuaram como produtor; Zadan também produziu Footloose original. Em 2010, Craig Brewer reescreveu o roteiro depois que Crawford e Ortega deixaram o projeto e também será o diretor. O escritor do filme original, Dean Pitchford, também co-escreveu o roteiro. Amy Vincent serviu como diretora de fotografia.

### Elenco
Em julho de 2007, Zac Efron foi escalado como Ren McCormack, mas ele deixou o projeto em março de 2009, mudou de ideia porque não queria mais ser conhecido por atuações em que canta e dança, tendo feito antes High School Musical e Hairspray. Dois meses depois, foi relatado que Chace Crawford substituiria Efron, mas depois teve que desistir devido a conflitos de agendamento. Thomas Dekker era um "principal candidato" para o papel, mas em 22 de junho de 2010 Entertainment Weekly informou que Kenny Wormald havia garantido o papel principal como McCormack.
A ex-Dancing with the Stars Julianne Hough foi escalada como Ariel. O  irmão da atriz, Derek Hough, viveu o protagonista de Footloose: O Musical. Amanda Bynes, Miley Cyrus e Hayden Panettiere foram consideradas para o papel antes de Hough ser escalada. Dennis Quaid foi escalado como Reverendo Shaw Moore e Miles Teller como Willard Hewitt. Em 24 de agosto de 2010, Andie MacDowell se juntou ao elenco como esposa de Quaid. Durante uma entrevista no The Howard Stern Show, Kevin Bacon disse que recusou uma participação especial no filme porque não gostou do papel que lhe foi oferecido. O papel estava interpretando o pai de Ren McCormack. Embora Bacon tenha passado o papel, ele deu a Brewer sua bênção.

### Filmagem
Diferente do original, ambientado na cidade fictícia de "Bomont, Utah", o remake é ambientado na fictícia "Bomont, Geórgia". Com um orçamento de US$24 milhões, a filmagem principal começou em setembro de 2010 e em torno da área metropolitana de Atlanta, e foi finalizada dois meses depois em novembro. Uma cena de tribunal foi filmada no Tribunal Histórico do Condado de Newton, em Covington, Geórgia, nos dias 17, 20 e 21 de setembro. Uma cena de família foi filmada no New Senoia Raceway, em Senoia, em 1º de outubro.
Uma cena tirada do filme original, em que McCormack joga um jogo da galinha com o namorado de seu interesse amoroso, foi filmada na ponte do rio Chattahoochee, na Franklin Parkway, no centro de Franklin, também em outubro. A casa e a igreja vistas no filme foram filmadas no centro de Acworth. A produção usava o santuário da Igreja Presbiteriana de Acworth e a casa do prefeito, Tommy Allegood.

### Música
A trilha sonora original foi lançada pela Atlantic Records e Warner Music Nashville em 27 de setembro de 2011. Inclui oito novas músicas e quatro remakes de músicas da trilha sonora do filme original. Brewer disse: "Eu posso prometer aos fãs de Footloose que serei fiel ao espírito do filme original. Mas ainda preciso colocar minha própria areia do sul nela e chutá-la em 2011".

### Música tema
A música-tema Footloose de 1984 é interpretada por Kenny Loggins. Neste remake, a nova versão da música ganha um ritmo mais country e é interpretada por Blake Shelton. O filme começa com vários adolescentes dançando a versão original da música de Loggins. Como o filme original, a versão de 2011 também apresenta "Bang Your Head (Metal Health)", da banda de heavy metal Quiet Riot e "Let's Hear It for the Boy", de Deniece Williams.

## Lançamento e promoção
O filme foi originalmente programado para ser lançado na América do Norte em 1º de abril de 2011, mas foi transferido para 14 de outubro de 2011. Footloose foi lançado na Austrália e Nova Zelândia em 6 de outubro de 2011.
A Paramount e o HSN fizeram parceria em uma promoção de 24 horas em 12 de outubro de 2011. Eles venderam roupas inspiradas no filme, como botas vermelhas femininas, jeans, calçados e esmaltes criados por Vince Camuto e Steve Madden. Para promover o filme, a Paramount enviou o elenco e o diretor em uma turnê promocional em mais de uma dúzia de cidades.
Footloose foi promovido em 11 de outubro de 2011 no Dancing with the Stars. O programa contou com as estrelas de cinema Kenny Wormald e Julianne Hough - uma ex-campeã do programa - dançando as músicas "Holding Out for a Hero" e "Footloose" da trilha sonora do filme, com Blake Shelton tocando a música ao vivo. No CMA Awards, Shelton foi acompanhado pelo artista original de "Footloose" Kenny Loggins para cantar a música. Muitos canais de propriedade da Viacom, como MTV, Nickelodeon e CMT, anunciaram e promoveram o filme.

## Recepção

### Bilheteria
Pesquisas pré-lançamento previam que o filme recebesse US$20 milhões no fim de semana de estreia. No entanto, a Paramount esperava que estivesse mais perto de US$15 milhões. Footloose estreou em 3,549 cinemas, arrecadando US$15,5 milhões e ficando em segundo lugar, atrás de Real Steel (US$16,2 milhões) em seu primeiro final de semana. As pesquisas de saída indicaram que o filme atraía 75% das mulheres e 28% do mercado de adolescentes. Cerca de 60% da audiência tinha mais de 25 anos e 46% acima dos 35 anos. Os 20 locais com maior bilheteria na sexta-feira foram em Salt Lake City, Oklahoma City, Knoxville, Kansas City e San Antonio. A abertura foi menor do que outros filmes de dança recentes, como Save the Last Dance (2001, US$23,4 milhões), Step Up (2006, US$20,7 milhões), mas apresentou o mesmo desempenho de Step Up 3D (2010, US$15,8 milhões). e You Got Served (2004, US$16,1 milhões). O Footloose de 1984 abriu para US$20 milhões quando ajustado pela inflação dos preços dos ingressos. Em seu segundo final de semana, o filme se manteve bem, com uma queda de 34%. A empresa ficou em terceiro e arrecadou cerca de US$10,4 milhões.
Na Austrália , o filme estreou com US$1,05 milhão e com US$88,078 na Nova Zelândia. Footloose arrecadou US$51,1 milhões nos Estados Unidos e Canadá e US$10,9 milhões em outros países, num total mundial de US$62 milhões. O Footloose de 1984 arrecadou mais de US$80 milhões em todo o mundo.

## Recepção
Footloose teve recepção mista por parte da crítica especializada. O Metacritic, que usa uma média ponderada, atribuiu ao filme uma pontuação de 58 em 100, baseado em 35 críticos, indicando críticas "mistas ou médias". No site agregador de críticas Rotten Tomatoes, 69% das 169 resenhas dos críticos são positivas, com uma classificação média de 6,1/10. O consenso diz que "embora se pareça com o original de 1984, Craig Brewer infunde seu remake de Footloose com energia e consegue manter a história fresca para uma nova geração".